# Anunciação de Malchiostro (Ticiano)
A Anunciação de Malchiostro é uma pintura do artista renascentista italiano Ticiano, concluída por volta de 1520, e alojada na Catedral de Treviso, norte da Itália.